# Уммугюльсум
Уммугюльсум Абдулазиз кызы Садыхзаде (азерб. Ümmügülsüm Əbdüləziz qızı Sadıqzadə), писавшая под именем Уммугюльсум, — азербайджанская поэтесса, жертва сталинских репрессий.

## Биография
Уммугюльсум Абдулазиз кызы Садыхзаде (урождённая Расулзаде) родилась в селе Новханы в 1899 году в религиозной семье. Благодаря отцу изучила персидский и арабский языки.
Стихи начала писать в 1908 году. Её стихи и рассказы были опубликованы в изданиях «Икбал», «Ени икбал», «Ачыг соз», «Куртулуш», «Дирилик», «Мектеб», «Кардаш кёмеги», «Азербайджан» и других газетах и журналах. Её рассказы начали появляться в печати в 1914 году. В 1915 году её рассказ «Бледный цветок» был удостоен премии на конкурсе, объявленном журналом «Куртулуш».
По случаю создания Азербайджанской Демократической Республики в 1918-1920 годах она опубликовала стихи «Турецкой армии», «О тюркский сын!», «Подвинься, исчезни!», «Солдатской матери», «Скорбная песня», «За героизм нашей страны», «Я ждала их прихода». После апрельского вторжения она написала стихи «Разлука» и «Мой флаг падает», в котором осуждала советскую власть. Стихотворение «Мой флаг падает» было написано 3 мая 1920 года по случаю снятия азербайджанского флага со здания парламента. В 1920-х и 1930-х годах эти стихи были широко распространены в Турции и среди азербайджанских политических эмигрантов, и Мамед Эмин Расулзаде особо упоминал их в своих произведениях, написанных в эмиграции. После оккупации она вместе с семьёй переехала в Хызы.

### Преследование
В 1937 году, после ареста её мужа Сеида Гусейна, Уммугюльсум также была арестована как жена «врага народа» и отправлена в Баиловскую тюрьму. В её квартире проводится обыск, а имущество конфискуется. После ареста её произведения попали под запрет. Во время пребывания в Баиловской тюрьме она написала мемуары «Воспоминания о моём замке». После нескольких месяцев содержания в тюрьме она была приговорена к восьми годам лишения свободы и отправлена в исправительно-трудовой лагерь Темляк, в Мордовской АССР.
В 1943 году Уммугюльсум обратилась в Наркомат внутренних дел СССР с просьбой об освобождении. Она была свобождена в апреле 1944 года. После возвращения в Азербайджан ей было объявлено о запрете селиться в Баку. Уммугюльсум переезжает в Шемаху, где, прожив здесь несколько месяцев, умирает 17 сентября 1944 года, в возрасте 45 лет. Похоронена на кладбище Шахандан.

## Семья
Уммугюльсум являлась родной сестрой одного из основателей партии «Мусават» Мамед-Али Расулзаде, а также двоюродной сестрой и невесткой председателя президиума партии «Мусават» и Национального совета Азербайджанской Демократической Республики Мамед Эмина Расулзаде.
В 1916 году она познакомилась с писателем Сеидом Гусейном (Садыхзаде) на первом представлении пьесы Джалила Мамедкулизаде «Мертвые» в театре Тагиева. Они поженились в 1920 году. От этого брака родились дочь и три сына. Дочь Кумрал Садыхзаде была писательницей, а сыновья Октай и Тогрул — художниками. Октай Садыхзаде – Народный артист Азербайджанской Республики. Младший сын Чигатай умер в возрасте 24 лет, заразившись туберкулезом в результате каторжных работ во время службы в трудбате.

## Память
Дочь Гюмрал Садыхзаде во второй части своего романа «Последняя пристань — Хазар», посвящённого ее отцу Сеиду Гусейну, также много упоминает Уммугюльсум.
18 декабря 2022 года в Художественной галерее «Баку» открылась выставка, посвящённая памяти Уммугюльсум Садыхзаде.
17 декабря 2022 года состоялась премьера спектакля «Кодовое имя: "В. Х. А."» (кодовое название «Жёны изменников Родины», азерб. Vətən xainlərinin arvadları). В спектакле также показана трагическая жизнь Уммугюльсум Садыхзаде.